# Poddubni
Poddubni (en rus: Поддубный) és un poble (un possiólok) de l'óblast de Tula, a Rússia, segons el cens del 2010 tenia 238 habitants.